# 泰爾讓7
泰爾讓7是鬆散和年輕的球狀星團，被認為起源於人馬座矮椭球星系（Sag DEG）並與之有物理上的關聯。相較之下它是富金屬，它的金屬量是[Fe/H] = -0.6，並且估計年齡是75億歲。泰爾讓7有少量的鎳（[Ni/Fe]=-0.2），因為有著相似的化學特徵，這支持它是人馬座矮椭球星系的成員。它有豐富的藍掉隊星，並且強烈的朝向中心集中。它的平均亮度分佈在Mv = -5.05.。它的半光度半徑（Rh）= 6.5秒差距。

## 歷史
泰爾讓7是法國天文學家阿戈普·泰爾讓在1968年發現的最亮的六個球狀星團之一。

## 年輕的球狀星團
幾乎所有的銀河系的银晕的球狀星團是同時形成（12-15 Gyr）。 即使是位於遠處的NGC 2419（距離銀河中心約100 kpc）也有相似的年齡。這種趨勢也適用於大麦哲伦星系和天爐座矮星系（來自銀河中心的約140 kpc）發現的球狀團的年齡。

## 註解
1. ^ 75.7 kly × tan( 7′.3 / 2 ) = 160 ly. radius